# Guelatao de Juárez
Guelatao de Juárez is een stadje in de Mexicaanse deelstaat Oaxaca. Guelatao heeft 453 inwoners (census 2005) en is de hoofdplaats van de gemeente Guelatao de Juárez.
Gueletao ligt in de bergen van de Zuidelijke Sierra Madre. Het grootste deel van de inwoners is Zapoteeks. Guelatao is voornamelijk bekend als geboorteplaats van Benito Juárez. Er is in het dorp een klein museum gewijd aan Juárez. Toen Juárez er werd geboren heette het San Pablo Gueletao, maar de naam is later te zijner ere veranderd.

## Geboren
- Benito Juárez (1806-1872), president van Mexico (1858-1872) en jurist